# Václav Tomis
Václav Tomis (* 14. dubna 1931) byl český a československý politik, po sametové revoluci poslanec Sněmovny národů Federálního shromáždění za HSD-SMS.

## Biografie
Ve volbách roku 1990 byl zvolen za HSD-SMS do české části Sněmovny národů (volební obvod Severomoravský kraj). Hnutí HSD-SMS na jaře 1991 prošlo rozkolem, po němž se poslanecký klub rozpadl na dvě samostatné skupiny. Tomis pak v květnu 1991 přestoupil do klubu Hnutí za samosprávnou demokracii - Společnost pro Moravu a Slezsko 2. Na jaře 1992 je potom uváděn jako nezařazený poslanec. Ve Federálním shromáždění setrval do voleb roku 1992.
V rámci HSD-SMS patřil mezi nejvyšší vedení, zastával post místopředsedy. Na jaře 1991 byl označen za bývalého spolupracovníka komunistické Státní bezpečnosti (stejně jako předseda strany Boleslav Bárta, následná aféra vedla k výše uvedenému rozkolu v poslaneckém klubu HSD-SMS). Tomis se proti tomu bránil. Nejprve se neúspěšně snažil docílit toho, aby jeho jméno nesmělo být v parlamentu čteno mezi odhalenými spolupracovníky StB, pak se věcí zabývaly soudy. U Obvodního soudu pro Prahu 7 ovšem neuspěl a v lednu 1993 jeho kauzu začal projednávat Městský soud v Praze. V letech 1991-1992 patřil mezi stranické spojence nového předsedy Jana Kryčera.